# 西垣内渉
西垣内 渉（Nishigauchi Wataru 
）は、元四條畷市役所マーケティング監。

## 略歴
長野県伊那北高校出身。
2005年3月、東京大学文学部行動文化学科社会心理学専修課程卒業。
2005年4月、讀賣テレビ放送株式会社（読売テレビ、ytv）
2017年10月、790名の応募から四條畷市役所マーケティング監に就任。2018年4月から魅力創造室長兼務。2020年9月任期満了。
2018年、OSAKA愛鑑(OSAKA MEIKAN)実行委員会監事。
2020年10月、「絶対に住民に伝わる！　公務員のためのSNS・動画・ホームページ　新しい広報の教科書　～良いプロモーションは税金を使わずできる～」を出版。
2021年9月、中小企業・個人事業主のための「SNS・動画・Webサイト」　新しい広報の教科書を出版。